# Старовойтова, Галина Максимовна
Галина Максимовна Старовойтова (р. 21.11.1940, село Орестов) — украинский государственный деятель, прокурор города Красноперекопска АР Крым, член Центральной избирательной комиссии. Народный депутат Украины 2-го созыва.

## Биография
Родилась в семье шахтера Максима Кравчука.
В 1957—1959 годах — студентка Иркутского финансово-экономического института. В 1959—1961 годах — студентка Белорусского института народного хозяйства, бухгалтер-экономист.
В августе 1961 — декабре 1962 года — инженер по вопросам труда и зарплаты Центральных ремонтно-механических мастерских треста «Уралстроймеханизация» города Свердловска РСФСР. В декабре 1962 — августе 1966 года — инженер-экономист института «Уралгипротранс» города Свердловска РСФСР.
В августе 1966 — июне 1971 года — ревизор, экономист по ценам, продавец обувного магазина, старший продавец сельмага, старший бухгалтер Красноперекопского райпотребсоюза Крымской области.
В июне 1971 — августе 1977 года — бухгалтер, юрист, председатель профкома совхоза «Воинский» Красноперекопского района Крымской области.
В 1977 окончила заочно юридический факультет Одесского государственного университета имени Мечникова, юрист.
В августе 1977 — октябре 1984 года — помощник прокурора, старший помощник прокурора прокуратуры города Красноперекопска Крымской области. В октябре 1984 — июне 1987 года — прокурор прокуратуры Красноперекопского района Крымской области. В июне 1987 — мае 1994 года — прокурор прокуратуры города Красноперекопска Крымской области.
Народный депутат Украины с 04.1994 (2-й тур) по 04.1998, Красноперекопский избирательный округ № 32, Республика Крым. Секретарь Комитета по вопросам борьбы с организованной преступностью и коррупцией. Член фракции МДГ.
5 ноября 1997 — 17 февраля 2004 года — член Центральной избирательной комиссии Украины.
С февраля 2006 года — председатель ревизионной комиссии депутатского клуба «Парламент».

## Награды и награды
- орден «За заслуги» III-го в. (.05.1999)
- Почётная грамота Кабинета министров Украины (.11.2002)
- Заслуженный юрист Украины (1996)
- Государственный служащий 1-го ранга